# North Caicos
L'île de North Caicos (ou Caïcos du Nord) est une île de l'archipel des Caïcos, dépendante du territoire des Îles Turques-et-Caïques.
L'île a une superficie de 116,4 km2 à marée haute, et de 207,1 km2 à marée basse.
La ville principale est Bottle Creek.